# U-19-Fußball-Europameisterschaft 2024
Die Endrunde der 38. U-19-Europameisterschaft fand vom 15. bis zum 28. Juli 2024 in Nordirland statt. Dies war nach der Ausgabe 2005 das zweite Mal, dass Nordirland eine EM-Endrunde in dieser Altersklasse ausrichtet.
Das Turnier diente gleichzeitig auch als Qualifikation für die U-20-Fußball-Weltmeisterschaft 2025.
Titelverteidiger Italien scheiterte im Halbfinale am späteren Europameister Spanien. Die Iberer konnten das Finale mit 2:0 gegen Frankreich gewinnen und feierten zum insgesamt 10. Mal den Titel in dieser Altersklasse.

## Vergabe
Nordirland hätte bereits 2020 die U-19-EM ausrichten sollen, das Turnier wurde jedoch aufgrund der COVID-19-Pandemie ersatzlos gestrichen. Das UEFA-Exekutivkomitee vergab daraufhin die Ausrichtung der Endrunde 2024 an Nordirland.

## Qualifikation
Wie bei vorangegangenen Turnieren bestand die Qualifikation aus zwei Phasen: Der Qualifikations- und der Eliterunde. Nordirland war als Gastgeber automatisch für die Endrunde gesetzt. Die Mannschaft Russlands ist – wie alle russischen Mannschaften – nach dem Überfall auf die Ukraine von UEFA-Wettbewerben ausgeschlossen und nimmt daher nicht teil.

### Qualifikationsrunde
Die 54 meldenden Verbände wurden mit Ausnahme des automatisch qualifizierten Gastgebers Nordirlands in 13 Vierergruppen gelost. Portugal erhielt als bestplatzierte Nation im UEFA-Koeffizientenranking für U-19-Nationalmannschaften ein Freilos für die Eliterunde. Alle Gruppen werden in Form von Miniturnieren im Modus Jeder-gegen-Jeden über mehrere Tage hinweg an einem Ort ausgespielt, wobei eine der teilnehmenden Mannschaften pro Gruppe als Gastgeber fungiert. Die 13 Gruppensieger und -zweiten sowie der beste Gruppendritte qualifizieren sich für die Eliterunde.
Während die Mannschaften Deutschlands, Österreichs und der Schweiz, jeweils als Gruppensieger in die nächste Runde einzogen, verpassten Liechtenstein und Luxemburg die Eliterunde.

### Eliterunde
Die qualifizierten Mannschaften aus der ersten Qualifikationsrunde wurden mit dem jetzt ins Turnier einsteigenden Portugal in sieben Vierergruppen gelost, aus denen sich nur der jeweilige Gruppensieger für die Endrunde qualifizierte. Wie bereits in der ersten Runde erfolgte die Austragung der Eliterunde als Miniturnier bei einer der beteiligten Mannschaften bis zum 26. März 2024. Alle verbleibenden Teams aus dem deutschen Sprachraum verpassten dabei die Qualifikation für das Endturnier.
Die Auslosung ergab folgende Gruppen (Reihenfolge nach Endplatzierung, grün unterlegte Mannschaften konnten sich für die Endrunde qualifizieren).
| Gruppe 1    | Gruppe 2      | Gruppe 3                | Gruppe 4     | Gruppe 5   | Gruppe 6    | Gruppe 7         |
| ----------- | ------------- | ----------------------- | ------------ | ---------- | ----------- | ---------------- |
| Spanien     | Frankreich    | Norwegen 1              | Dänemark     | Italien 1  | Türkei      | Ukraine          |
| Slowenien 1 | Belgien       | Bosnien und Herzegowina | Portugal 1   | Tschechien | Rumänien    | Schweiz          |
| Kosovo      | Niederlande 1 | Montenegro              | Griechenland | Georgien   | Kroatien 1  | Lettland         |
| Österreich  | Litauen       | Israel                  | Serbien      | Schottland | Deutschland | Nordmazedonien 1 |

## Teilnehmer
Gastgeber Nordirland qualifizierte sich automatisch für die Endrunde. Die weiteren sieben Plätze gingen an die sieben Gruppensieger der Eliterunde. Das dänische Team feierte sein Debüt bei einer Europameisterschaft dieser Kategorie.
- Nordirland (Gastgeber)
- Spanien – Sieger Gruppe 1
- Frankreich – Sieger Gruppe 2
- Norwegen – Sieger Gruppe 3
- Dänemark – Sieger Gruppe 4
- Italien – Sieger Gruppe 5
- Türkei – Sieger Gruppe 6
- Ukraine – Sieger Gruppe 7

Die Auslosung der Endrunde fand am Mittwoch, 17. April 2024, in Belfast statt.

## Austragungsorte
Das Turnier wurde in drei Stadien in den Städten Belfast und Larne ausgetragen. Der Windsor Park in Belfast wurde vom Nordirischen Fußballverband als Spielstätte für das Finale festgelegt.
| Belfast |

| Larne |

| Belfast |

| Larne |

## Vorrunde

### Modus
Die Vorrunde wird in zwei Gruppen zu je vier Mannschaften ausgetragen. Die beiden Gruppensieger und -zweiten qualifizierten sich für das Halbfinale. Die Gruppenspiele werden vom 15. bis 22. Juli 2024 ausgetragen.
Wenn zwei oder mehr Mannschaften derselben Gruppe am Ende der Gruppenspiele die gleiche Punktzahl haben, wird die Platzierung nach folgenden Kriterien in dieser Reihenfolge ermittelt:
a. höhere Punktzahl aus den Direktbegegnungen der betreffenden Mannschaften;
b. bessere Tordifferenz aus den Direktbegegnungen der betreffenden Mannschaften;
c. größere Anzahl erzielter Tore aus den Direktbegegnungen der betreffenden Mannschaften;
d. wenn es nach Anwendung der Kriterien a) bis c) eine Unterscheidung gab, dabei aber immer noch mehrere Mannschaften gleichauf liegen, werden die Kriterien a) bis c) auf die Direktbegegnungen der betreffenden Mannschaften erneut angewandt. Führt dieses Vorgehen keine Entscheidung herbei, werden die Kriterien e) bis h) angewandt;
e. bessere Tordifferenz aus allen Gruppenspielen;
f. größere Anzahl erzielter Tore aus allen Gruppenspielen;
g. geringere Gesamtzahl an Strafpunkten auf der Grundlage der in allen Gruppenspielen erhaltenen gelben und roten Karten (rote Karte = 3 Punkte, gelbe Karte = 1 Punkt, Platzverweis nach zwei gelben Karten in einem Spiel = 3 Punkte);
h. UEFA-Koeffizient bei der Auslosung zur Qualifikation;
Treffen zwei Mannschaften im letzten Gruppenspiel aufeinander, die dieselbe Anzahl Punkte sowie die gleiche Tordifferenz und gleiche Anzahl erzielter und erhaltener Tore aufweisen, und endet das betreffende Spiel unentschieden, wird die endgültige Platzierung der beiden Mannschaften durch Elfmeterschießen ermittelt, vorausgesetzt, dass keine andere Mannschaft derselben Gruppe nach Abschluss aller Gruppenspiele dieselbe Anzahl Punkte aufweist. Haben mehr als zwei Mannschaften dieselbe Anzahl Punkte, finden die oberen Kriterien Anwendung.

### Gruppe A
| Pl. | Land       | Sp. | S | U | N | Tore    | Diff. | Punkte |
| --- | ---------- | --- | - | - | - | ------- | ----- | ------ |
| 1.  | Italien    | 3   | 2 | 0 | 1 | 007:400 | +3    | 06     |
| 2.  | Ukraine    | 3   | 1 | 2 | 0 | 003:200 | +1    | 05     |
| 3.  | Norwegen   | 3   | 1 | 1 | 1 | 003:200 | +1    | 04     |
| 4.  | Nordirland | 3   | 0 | 1 | 2 | 000:500 | −5    | 01     |

|                                                           |   |            |           |
| Mo., 15. Juli 2024 um 16:30 Uhr WESZ in Belfast (Seaview) |   |            |           |
| Italien                                                   | – | Norwegen   | 2:1 (1:1) |
| Mo., 15. Juli 2024 um 20:00 Uhr WESZ in Larne             |   |            |           |
| Nordirland                                                | – | Ukraine    | 0:0       |
| Do., 18. Juli 2024 um 16:30 Uhr WESZ in Belfast (Seaview) |   |            |           |
| Norwegen                                                  | – | Ukraine    | 0:0       |
| Do., 18. Juli 2024 um 20:00 Uhr WESZ in Larne             |   |            |           |
| Nordirland                                                | – | Italien    | 0:3 (0:2) |
| So., 21. Juli 2024 um 20:00 Uhr WESZ in Belfast (Seaview) |   |            |           |
| Norwegen                                                  | – | Nordirland | 2:0 (1:0) |
| So., 21. Juli 2024 um 20:00 Uhr WESZ in Larne             |   |            |           |
| Ukraine                                                   | – | Italien    | 3:2 (1:1) |

### Gruppe B
| Pl. | Land       | Sp. | S | U | N | Tore    | Diff. | Punkte |
| --- | ---------- | --- | - | - | - | ------- | ----- | ------ |
| 1.  | Frankreich | 3   | 2 | 1 | 0 | 008:500 | +3    | 07     |
| 2.  | Spanien    | 3   | 1 | 2 | 0 | 005:400 | +1    | 05     |
| 3.  | Türkei     | 3   | 0 | 2 | 1 | 005:600 | −1    | 02     |
| 4.  | Dänemark   | 3   | 0 | 1 | 2 | 006:900 | −3    | 01     |

|                                                           |   |            |           |
| Di., 16. Juli 2024 um 16:30 Uhr WESZ in Larne             |   |            |           |
| Dänemark                                                  | – | Spanien    | 1:2 (1:1) |
| Di., 16. Juli 2024 um 20:00 Uhr WESZ in Belfast (Seaview) |   |            |           |
| Frankreich                                                | – | Türkei     | 2:1 (0:1) |
| Fr., 19. Juli 2024 um 16:30 Uhr WESZ in Larne             |   |            |           |
| Dänemark                                                  | – | Frankreich | 2:4 (0:1) |
| Fr., 19. Juli 2024 um 20:00 Uhr WESZ in Belfast (Seaview) |   |            |           |
| Türkei                                                    | – | Spanien    | 1:1 (0:0) |
| Mo., 22. Juli 2024 um 20:00 Uhr WESZ in Belfast (Seaview) |   |            |           |
| Türkei                                                    | – | Dänemark   | 3:3 (1:1) |
| Mo., 22. Juli 2024 um 20:00 Uhr WESZ in Larne             |   |            |           |
| Spanien                                                   | – | Frankreich | 2:2 (0:1) |

## Finalrunde

### WM-Play-off
|                                                           |   |        |                       |
| Do., 25. Juli 2024 um 17:30 WESZ Uhr in Belfast (Seaview) |   |        |                       |
| Norwegen                                                  | – | Türkei | 1:1 (1:0), 10:9 i. E. |

### Halbfinale
Die genaue Zuordnung der Halbfinalpaarungen zur Austragungszeit erfolgte erst nach Abschluss der Gruppenphase.
|                                                                |   |         |           |
| Do., 25. Juli 2024 um 15:00 Uhr WESZ in Belfast (Windsor Park) |   |         |           |
| Italien                                                        | – | Spanien | 0:1 n. V. |
| Do., 25. Juli 2024 um 20:00 Uhr WESZ in Belfast (Windsor Park) |   |         |           |
| Frankreich                                                     | – | Ukraine | 1:0 (0:0) |

### Finale
| Spanien                                                        | Spanien | Frankreich | Frankreich |
| -------------------------------------------------------------- | --- | --- | ---------- |
| Spanien                                                        | \| Finale \| \| So., 28. Juli 2024 um 20:00 Uhr WESZ in Belfast (Windsor Park) \| \| Ergebnis: 2:0 (1:0) \| \| Schiedsrichter: Vasilios Fotias ( Griechenland) \|                                                                                        | \| Finale \| \| So., 28. Juli 2024 um 20:00 Uhr WESZ in Belfast (Windsor Park) \| \| Ergebnis: 2:0 (1:0) \| \| Schiedsrichter: Vasilios Fotias ( Griechenland) \| | Frankreich |
| Spanien                                                        | Raúl Jiménez – Cristian Perea, Simo Keddari, Yarek Gasiorowski, Julio Díaz – Rayane Belaid (80. Yanis Senhadji), Chema Andrés, Gerard Hernández – Dani Rodríguez (68. Assane Diao), Iker Bravo, David Mella (80. Jesús Rodríguez) Cheftrainer: José Lana | Justin Bengui-Joao – Aboubaka Soumahoro, Yoni Gomis, Jérémy Jacquet, Saël Kumbedi (80. Mamadou Sarr) – Mayssam Benama (73. Mathis Amougou), Valentin Atangana Edoa , Dehmaine Assoumani (62. Lucas Michal) – Saïmon Bouabré (62. Steve Ngoura), Eli Junior Kroupi, Jean-Mattéo Bahoya (62. Senny Mayulu) Cheftrainer: Bernard Diomède | Frankreich |
| Spanien                                                        | 1:0 Iker Bravo (41.) 2:0 Jacquet (68., Eigentor) | | Frankreich |
| Spanien                                                        | Gomis (76.) | | Frankreich |
| Finale                                                         | | |            |
| So., 28. Juli 2024 um 20:00 Uhr WESZ in Belfast (Windsor Park) | | |            |
| Ergebnis: 2:0 (1:0)                                            | | |            |
| Schiedsrichter: Vasilios Fotias ( Griechenland)                | | |            |

## Beste Torschützen
| Rang | Spieler                | Tore |
| ---- | ---------------------- | ---- |
| 01   | Daniel Braut           | 3    |
| 02   | Mikel Gogorza          | 2    |
|      | Alexander Simmelhack   | 2    |
|      | Valentin Atangana Edoa | 2    |
|      | Saïmon Bouabré         | 2    |
|      | Francesco Camarda      | 2    |
|      | Kevin Zeroli           | 2    |
|      | Iker Bravo             | 2    |

Hinzu kommen 26 Spieler mit je einem Tor.

## Schiedsrichter
Die UEFA berief sechs Schiedsrichter für die Spielleitungen. Der Videobeweis kommt nicht zum Einsatz.
| Schiedsrichter      | Assistenten          | Vierte Offizielle |
| ------------------- | -------------------- | ----------------- |
| Henrik Nalbandjan   | Atom Sewgowlya       | Edgars Maļcevs    |
| Luka Bilbija        | Aleksandar Smiljanić | Jamie Robinson    |
| Vasilios Fotias     | Andréas Fotópoulos   |                   |
| Ishmael Barbara     | Duncan Spencer       |                   |
| Sander van der Eijk | Dyon Fikkert         |                   |
| Marian Barbu        | Mihai Marica         |                   |
|                     | Benas Kikutis        |                   |
|                     | Slaģan Markoski      |                   |